# 本荘村 (岡山県児島郡)
本荘村（ほんじょうそん）は、かつて岡山県児島郡にあった村である。1948年（昭和23年）4月1日にほか3町と合併し児島市となった。現在は倉敷市児島地域の本荘地区にあたる。

## 歴史

### 地名の由来
いつからかは分からないが古来当地は本荘と呼ばれており、また当地と下津井や菰池の一部を氏子地域とする本荘八幡宮があることが地名の由来である。

### 沿革
- 697年 - 本荘八幡神社が創建される。
- 1878年（明治11年） - 児島郡通生村・塩生村・宇野津村が合併し、同郡塩生村を新設。
- 1889年（明治22年）6月1日 - 町村制施行、本荘村に改称する。
- 1897年（明治30年）10月30日 - 海軍大臣・西郷従道が通生港を視察。
- 1948年（昭和23年）4月1日 - 本荘村は児島郡児島町・味野町・下津井町と合併し児島市となる。同日本荘村は廃止。
- 1958年（昭和33年） - 水島工業地帯の本荘における工事が竣工。
- 1967年（昭和42年）2月1日 - 児島市が合併により新制倉敷市の一部となる。